# آمروسیفسکی
آمروسیفسکی (به روسی: Амвросіївка) شهری در استان دونتسک در کشور اوکراین واقع شده‌است. جمعیت این شهر ۲۲٬۱۳۰ نفر  است.